# 虞山林场
虞山林场是中华人民共和国江苏省苏州市常熟市的一个国有林场，与虞山国家森林公园同因虞山得名:4。所辖区域列为常熟市的一个类似乡级单位。
2005年时，虞山林场时任党委书记、场长为张正明:4。

## 行政区划
下辖以下地区：
兴福管理社区、三峰管理社区和宝岩管理社区。